# Anolis ventrimaculatus
Anolis ventrimaculatus (крапчастий аноліс) — вид ігуаноподібних ящірок родини анолісових (Dactyloidae). Мешкає в Колумбії і Еквадорі.

## Поширення і екологія
Крапчасті аноліси мешкають на західних схилах Анд в Колумбії та північно-західному Еквадорі.  Вони живуть в гірських тропічних лісах, на висоті від 1200 до 2200 м над рівнем моря.